# Oeko-Tex
 (septembre 2019).
Si vous disposez d'ouvrages ou d'articles de référence ou si vous connaissez des sites web de qualité traitant du thème abordé ici, merci de compléter l'article en donnant les références utiles à sa vérifiabilité et en les liant à la section « Notes et références ».

Logo

Oeko-Tex est un label de qualité comprenant plusieurs normes techniques, visant à certifier les qualités sanitaires et écologiques des textiles et cuirs, en garantissant l'absence de produits toxiques pour le corps et pour l'environnement. Oeko-Tex désigne également l'Association internationale pour la recherche et l'essai des textiles écologiques composée de dix-huit instituts de recherche indépendants.

## Historique
Le label Oeko-Tex Standard 100 a été élaboré conjointement par l'Institut autrichien de recherche textile (ÖTI) et l'institut allemand de recherche Hohenstein en 1992, sur la base des normes de contrôles déjà existantes à l'époque. L'association Oeko-Tex voit le jour cette même année, composée initialement de ces deux instituts, rejoint l'année suivante par l'institut Suisse d'essais textiles Testex .

## Certifications Oeko-Tex

### Made in green
La certification « Made in green » vise à garantir la traçabilité d'un produit textile ou cuir certifié, l'absence de substance nocive ainsi que la garantie que le produit ait été manufacturé au sein d'un établissement respectueux de l'environnement et de ses conditions de travail, conformément aux certifications Standard 100 ou Leather Standard, en fonction du type de produit.

### Standard 100
La certification « Standard 100 » vise à garantir un produit textile comme étant exempt de toute substance nocive, le certifiant donc sans danger pour la santé humaine. Cette certification peut s'appliquer à des articles de toutes les étapes de la chaine de production, et nécessite que tous les composants soient testés pour obtenir la certification.

### Leather Standard
La certification « Leather Standard » est l'équivalent pour les cuirs de la certification Standard 100, visant à certifier tout types de produits à base de cuir comme exempt de substances nocives pour la santé humaine.

### STEP
« STeP » (Sustainable Textile & leather Production) est une certification modulable visant à garantir l'emploi de processus respectueux de l'environnement, des conditions de travail et de la santé des employés. Elle peut certifier l'intégralité de la chaine de production de produits textiles ou cuir, et peut s'appliquer à de nombreux processus différents.

### Eco Passport
« Eco Passport » est une certification destinée directement aux procédés et composés chimiques impliqués directement dans la manufacture de textiles et cuirs, permettant de les garantir non-dangereux pour la santé humaine. Elle apporte également la preuve que les articles testés répondent au critère de manufacture écoresponsable des produits textiles et cuirs.